# Fairey Swordfish
„Феъри Суордфиш“ (Fairey Swordfish, на английски: Swordfish – риба меч) е британски самолет-торпедоносец от Втората световна война.
Създаден в средата на 1930-те години. В началото служи като основен ударен самолет на палубната авиация на Великобритания. С негово участие са проведени някои от най-известните акции на английския флот като битката при Таранто, операция Катапулт и потопяването на Бисмарк. Въпреки че е морално остарял още в самото начало на войната, самолетът, наричан галено от пилотите „Пазарска мрежа“ (англ. Stringbag), служи през цялата война, като към края ѝ се използва като противолодъчен (ловец на подводници) и тренировъчен самолет.

## Създаване
Fairey Swordfish е създаден в началото на 30-те години на 20 век от фирмата Fairey Aviation Company по проект на белгиеца Марсел Лобел, за да задоволи изискванията по спецификация S.15/33 (Air Ministry specification S.15/33) за нов разузнавателно-ударен самолет за Кралския флот. Първия полет на новата машина е на 17 април 1934 г. под индекса TSR.II (Torpedo-Spotter-Reconnaissance – Торпеден-Коригировъчен-Разузнавателен. Ролята на коригировчика е да следи и коригира стрелбата на оръдията от главния калибър на линейните кораби, чиято далекобойност е зад линията на видимия хоризонт.) На изпитанията, част от които включват и излитане и кацане на палубата на самолетоносача „Корейджъс“ (HMS Courageous), самолетът се представя много добре и през 1935 г. е предаден за по-нататъшни изпитания в базата в Госпорт (Gosport), включващи и изпитания на торпедното и стрелковото въоръжение. Те също минават успешно и през 1936 г. TSR.II е приет на въоръжение в авиацията на флота (FAA, Fleet Air Arm), като му е дадено името Сордфиш (Swordfish). Първите серийни машини излизат от заводите през пролетта на 1936 г. и до края на службата му са построени почти 2392 екземпляра (692 от Fairey и 1699 от Blackburn Aircraft Company), като най-произвеждана е модификацията Swordfish Мк.II – 1080 броя.

## Конструкция
Самолетът Fairey Swordfish е биплан, с тяло с фермена конструкция, изградена от дуралуминиеви тръби. Обшивката в предната част е от леки метални листове, а в задната – от платно. Крилата са сгъваеми назад в хоризонталната плоскост. Екипажът лети в открити кабини (при Мк.IV – закрита), като на мястото на щурмана може да се монтира допълнителен горивен резервоар (при модификации Мк.I и Мк.II; при Мк.III там е апаратурата на РЛС). Двигателят първоначално е Bristol Pegasus III/М3 с мощност 690 к. с., от Мк.II нататък се използва Bristol Pegasus XXX (750 к. с.).

## Бойно използване
Първата атака на Swordfish е на 5 април 1940 г. в хода на боевете в Норвегия, когато самолети от самолетоносача Фюриъс (HMS Furious) атакуват немски ескадрени миноносци в залива на Тронхайм. Едно торпедо улучва целта си, но не избухва. След седмица Swordfish унищожава с фугасни бомби подводницата U-64 в Бервик Фиорд.
Fairey Swordfish взема активно участие и в битките за господство над Средиземно море и Средиземноморието. На 22 юни 1940 г. в Малта – главната база на англичаните пристига дивизион от 24 машини, които въпреки малкия си брой, в течение на 9 месеца буквално тероризират италианските конвои, потопявайки по 10 – 15 съда месечно. С битките в Средиземно море са свързани и едни от най-славните страници от биографията на този неугледен самолет. Той е главен участник в атаката, при която с три торпеда са потопени четири кораба – единствен случай в световната история. Това се случва на 22 август 1940 г., когато звено Swordfish от самолетоносача Ийгъл (HMS Eagle) под командването на капитан Пач открива в залива на Сиди-Барани струпване на противникови кораби, които са разположени толкова плътно, че на пилотите дори не им се налага да се прицелват. С три торпеда са унищожени две подводници и транспортен кораб, натоварен с боеприпаси. Взривът, предизвикан от торпедото и детонацията на боеприпасите пръсва на парчета не само транспортния кораб, но и привързания за него ескадрен миноносец. Пак по време на тези бойни действия е осъществен ударът над главната италианска военноморска база Таранто, при който 20 самолета Fairey Swordfish изваждат от строя половината от главните сили на италианския военноморски флот, при загубата само на две свои машини.
Swordfish участва и в битката за Атлантика, където тези самолети са една от основните причини за потопяването на немския линеен кораб Бисмарк. На 26 май 1941 г. торпедоносци Swordfish улучват огромния кораб с две торпеда, а в същата нощ – с още две, които го лишават от възможността за движение. Впоследствие той е потопен от английския флот.
След 12 февруари 1942 г. когато при опита им да атакуват немски кораби в Ла Манш 9 Swordfish са свалени от немски Ме-109 в един бой, остарелите самолети вече не се използват като торпедоносци. Те започват да изпълняват функциите на противолодъчни самолети и, носени от ескортни самолетоносачи, започват да охраняват съюзническите конвои от подводници. За целта те се въоръжават с обикновени и противолодъчни бомби, както и с реактивни снаряди. Появява се и модификацията Мк.III с бордови радар за откриване на надводни цели (изплували на повърхността подводници).

## Модификации
- „Swordfish“ Mk.I – Първите серийни машини. От тази модификация съществува и версия като хидросамолет за изстрелване от катапулт на големи бойни кораби.
- „Swordfish“ Mk.II – Постъпва на въоръжение през 1943 г. Той е с новия двигател Bristol Pegasus XXX, а долните крила са усилени и покрити с метална обшивка, за да могат да се изстрелват реактивни снаряди.
- „Swordfish“ Mk.III – При тази модификация между основните стойки на шасито е монтирана антена на бордова РЛС за откриване на надводни цели.
- „Swordfish“ Mk.IV – Модификация със закрита кабина, въоръжена с ракети и морски мини. Това са 110 Мк.II преоборудвани със закрита отопляема кабина по поръчка на канадските ВВС за използване в полярни условия.